# 张蓝心
张蓝心（1986年7月21日—），北京人，前中国国家跆拳道队运动员，曾是中國全國跆拳道冠軍，中国大陆女演员。

## 生平

### 運動員生涯
張藍心出生在北京市。1997年加入排球北京二線隊,被教練評價為無法再在排球界發展。11歲時，張藍心由于腿長的身材優勢而被跆拳道教練看中，進入什剎海體校接受跆拳道訓練，1998年，張藍心正式入選北京隊。然而因著太瘦而不好控制力量和速度，所以必須強度控制飲食。2000年，獲北京市跆拳道中韓對抗賽冠軍(47kg)。但由於張藍心倔強的個性，使她自行加重強度的訓練，令雙膝半月板、髕骨、軟骨全部碎裂，而需要接受重大手術。
2000年之後的4年中，張藍心在跆拳道沒有再取得任何成績，被教練勸導退役。張藍心於是未有如前控制體重，更形容“油全都進肚子時挺爽的，很有幸福感”，從47kg級別跳到55kg級別，結果2004年榮膺全國跆拳道錦標賽55公斤冠軍，2005年開始就讀於北京體育大學。

### 演員之路
於北京體育大學畢業後曾經在國企單位工作，後因受邀拍攝模特照《最美跆拳道冠軍》而被發掘成為平面模特。 2012年被成龍賞識並出演其導演的電影《十二生肖》，在片中出演的高難度武打動作使她廣受關注，自此打開演員之路。

## 作品

### 电影
| 年份   | 中文名                     | 角色     |
| ------ | -------------------------- | -------- |
| 2012   | 《十二生肖》               | Bonnie   |
| 2014   | 《谁动了我的梦想》         | 董晓瑞   |
| 2015   | 《黄金福将》               | 江一丹   |
| 2015   | 《我是谁2015》             | 阿嬌     |
| 2016   | 《绝地逃亡》               | 黑帮成员 |
| 2016   | 《鐵道飛虎》               | 由子     |
| 2017   | 《密戰》                   | 秋山雅子 |
| 2017   | 《冒牌監護人之尋寶鬧翻天》 | 蓝霏     |
| 2021   | 《超越》                   |          |
| 2022   | 《爺們信條》               |          |
| 待上映 | 《枪炮腰花》               |          |

### 网络剧
| 年份 | 中文名       | 角色 | 备注 |
| ---- | ------------ | ---- | ---- |
| 2020 | 《鉴爱男女》 |      | 客串 |

## 奖项
| 年度 | 大獎                 | 獎項                   | 作品         | 結果 |
| ---- | -------------------- | ---------------------- | ------------ | ---- |
| 2013 | 第9届华鼎奖          | 最佳新人奖             | 《十二生肖》 | 獲獎 |
| 2013 | 第32屆香港電影金像獎 | 最佳新人奖             | 《十二生肖》 | 提名 |
| 2013 | 北京大學生電影節     | 最佳新人奖             | 《十二生肖》 | 提名 |
| 2013 | 第4屆樂視盛典        | 年度電影最具潛力演員獎 | 《十二生肖》 | 獲獎 |
| 2014 | 第32屆百花獎         | 最佳新人獎             | 《十二生肖》 | 提名 |